# Insolitoeuops strigiventris
Insolitoeuops strigiventris is een keversoort uit de familie bladrolkevers (Attelabidae). De wetenschappelijke naam van de soort werd in 1898 gepubliceerd door Arthur Mills Lea.